# Alejandro Chafuen
Rismondo (Alejandro Antonio) Chafuen (ur. 1954 w Buenos Aires) – argentyński historyk i teoretyk wolnorynkowej myśli ekonomicznej i prawnej. Uważany za wybitnego obrońcę wolnej przedsiębiorczości. Prezes The Atlas Economic Research Foundation w Wirginii (USA). Obywatel USA, żonaty z Amerykanką.

## Życiorys
Studiował w Argentynie, Pensylwanii oraz w Toledo. Doktorat, pisany pod kierunkiem libertarianina Hansa Sennholza, uzyskał w 1984 w Los Angeles.

## Doktryna ekonomiczna
Alejandro Chafuen głosił, że najstarsze źródła kapitalizmu można odnaleźć w myśli katolickiej, zarówno dojrzałego średniowiecza, jak i późnej scholastyki, uprawianej w Hiszpanii przez słynną szkołę salamancką. Według jego ustaleń hiszpańscy scholastycy (dominikanie, augustianie oraz jezuici) ustanowili, jak podaje Jacek Bartyzel, zasady uważane powszechnie za typowo kapitalistyczne, a źródłowo liberalne. Dotyczy to takich kwestii, jak obrona własności prywatnej, teoria pieniądza, wartości i ceny, finanse publiczne (z potępieniem fiskalizmu), wreszcie pochwała wolnego handlu jako działalności sprzyjającej dobrobytowi, pokojowi i dobru wspólnemu.